# 6. konjeniški polk (Italija)
6. konjeniški polk Lancieri di Aosta (izvirno italijansko 6º Reggimento di Cavalleria di linea) je konjeniški polk (Kraljeve sardinske in Kraljeve) Italijanske kopenske vojske.